# 히노테가주

히노테가 주의 위치

히노테가주(스페인어: Departamento de Jinotega)는 니카라과 북부에 위치한 주로 주도는 히노테가이며 면적은 9,755km2, 인구는 297,300명(2005년 기준)이다. 8개 지방 자치체를 관할한다.

주기
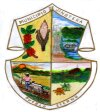
주 문장